# Distrikt Las Amazonas
Der Distrikt Las Amazonas befindet sich in der Provinz Maynas in der Region Loreto in Nordost-Peru. Der Distrikt wurde am 2. Juli 1943 gegründet. Der Distrikt hat eine Fläche von 6721 km². Beim Zensus 2017 lebten 8760 Einwohner im Distrikt. Im Jahr 1993 lag die Einwohnerzahl bei 10782, im Jahr 2007 bei 12.198. Verwaltungssitz ist die 103 m hoch am rechten Flussufer des Río Napo oberhalb dessen Mündung in den Amazonas gelegene Ortschaft Francisco de Orellana mit 1143 Einwohnern (Stand 2017). Francisco de Orellana liegt knapp 65 km ostnordöstlich der Provinz- und Regionshauptstadt Iquitos.
Im Distrikt lebt die Volksgruppe der Yagua aus der Sprachfamilie Peba-Yagua.

## Geographische Lage
Der Distrikt Las Amazonas liegt im peruanischen Amazonasgebiet im äußersten Osten der Provinz Maynas. Er hat eine maximale Längsausdehnung in Nord-Süd-Richtung von knapp 160 km sowie eine maximale Breite von 65 km. Der Amazonas durchquert den Distrikt etwa mittig in östlicher Richtung. Die Einzugsgebiete des Río Apayacu im Norden sowie des Río Orosa im Süden bilden einen Großteil des Distrikts. Im äußersten Osten liegen die unteren 22 Kilometer des Río Napo innerhalb des Distrikts.
Der Distrikt Las Amazonas grenzt im Südwesten an den Distrikt Indiana, im Nordwesten an den Distrikt Mazán, im Norden an den Distrikt Putumayo (Provinz Putumayo), im Nordosten an den Distrikt Pebas (Provinz Mariscal Ramón Castilla) sowie im Süden an den Distrikt Yavarí (ebenfalls in der Provinz Mariscal Ramón Castilla).